# Пакараву

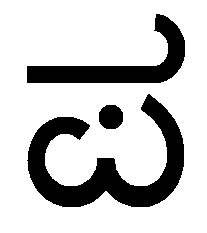
Пакараву

Пакараву (канн. ಪಕಾರವು) — па, буква алфавита каннада, обозначает глухой губно-губной взрывной согласный.
Кагунита: ಪಾ , ಪಿ , ಪೀ , ಪು , ಪೂ , ಪೃ , ಪೆ , ಪೇ , ಪೈ , ಪೊ , ಪೋ , ಪೌ .
Подстрочная буква «па» — паватту:

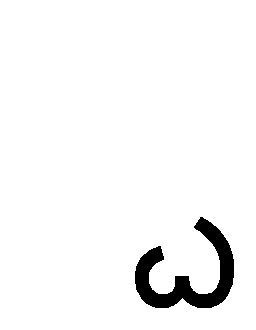
Паватту (каннада)
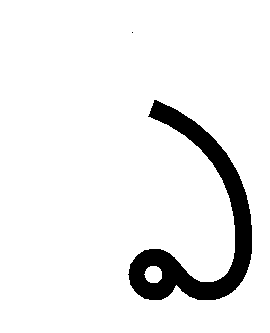
Паватту (телугу)
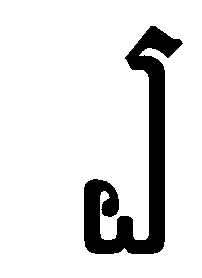
Тьенг ба (кхмерская паватту)